# Tira del Lienzo
Bei Ausgrabungen auf der mit 865 m² relativ kleinen archäologischen Fundstätte Tira del Lienzo in Spanien wurden Bauten aus der Bronzezeit freigelegt, die der El-Argar-Kultur zugeschrieben werden. Gegenüber anderen Fundorten der Kultur wie La Bastida de Totana oder Gatas (Turre) handelte es sich hier weniger um eine antike Siedlung, sondern um eine Befestigungsanlage, die auch als spezialisierte Stätte für Getreideverarbeitung und -aufbewahrung, sowie der Textil- und der Metallverarbeitung gilt. So wird das Zentralgebäude der Siedlung auch die Silberschmiede von Tira del Lienzo genannt.

## Lage
Die Stätte liegt auf einem kleinen Hügel inmitten der fruchtbaren Flussebene des Guadalentín in der Nähe der Stadt Totana in der Region Murcia in Südostspanien. Mit etwa 7,0 km Entfernung liegt sie in Sichtweite zum damaligen Machtzentrum der Region La Bastida de Totana. Die räumliche Nähe zu La Bastida wie auch die bisher beobachteten chronologischen und archäologischen Übereinstimmungen legen nahe, dass sich die Aktivitäten beider Siedlungen in enger Verbindung miteinander entwickelten.

## Beschreibung
Die Siedlung wird von einer nahezu rechteckigen Mauer mit mindestens zwei Eckbastionen umschlossen. Darin befindet sich ein Zentralgebäude („H1“) von etwa 100 m², das schon bei der Gründung der Siedlung um 2000 v. Chr. erbaut worden ist. Es ist südlich durch einen engen Gang entlang seiner Längsseite mit sieben deutlich schmaleren Gebäuden verbunden, die von diesem Gang direkt begehbar waren. Trotz einer Reihe struktureller Veränderungen während der dreiphasigen Besiedlung blieb das zentrale Gebäude kontinuierlich in Benutzung. Die endgültige Zerstörung und die Aufgabe der Siedlung fanden gegen Ende von El Argar um 1600–1550 v. Chr. statt.
Eine 3D-Visualisierung der Gruppe Revives gibt einen guten Eindruck über den Aufbau der Siedlung während ihrer Nutzung.
Die vor Ort die Ausgrabungen und Untersuchungen leitenden Archäologen fassten 2014 ihre bis dahin gewonnenen Forschungsergebnisse der Funde so zusammen:

„Die Größe und die topografische Lage des Gebäude H1 weisen darauf hin, dass es eine Schlüsselrolle in der Organisation dieses architektonischen Komplexes gespielt haben muss. Überdies deuten die hohe Qualität der Produktionsmittel (Mahlsteine, Webgewichte, Schmiedewerkzeuge) wie auch die des Konsums (Keramik, botanische Überreste), die im erhaltenen Teil des Gebäudes geborgen werden konnten, an, dass die verschiedenen Arten außergewöhnlicher Güter (hochqualitative Mehl-, Textilien- und Metallprodukte) eher von einer Gruppe von Personen als von einem einzelnen Spezialisten in dieser Werkstatt hergestellt wurden. Die Präsenz einer Werkstatt zum Schmieden und Bearbeiten von Silberartefakten unterstreicht die Verbindung des Gebäudes zur herrschenden Klasse der El Argar Gesellschaft, deren Gräber spätestens seit dem 20.Jh. v.u.Zt oft mit Silberobjekten ausgestattet wurden.“

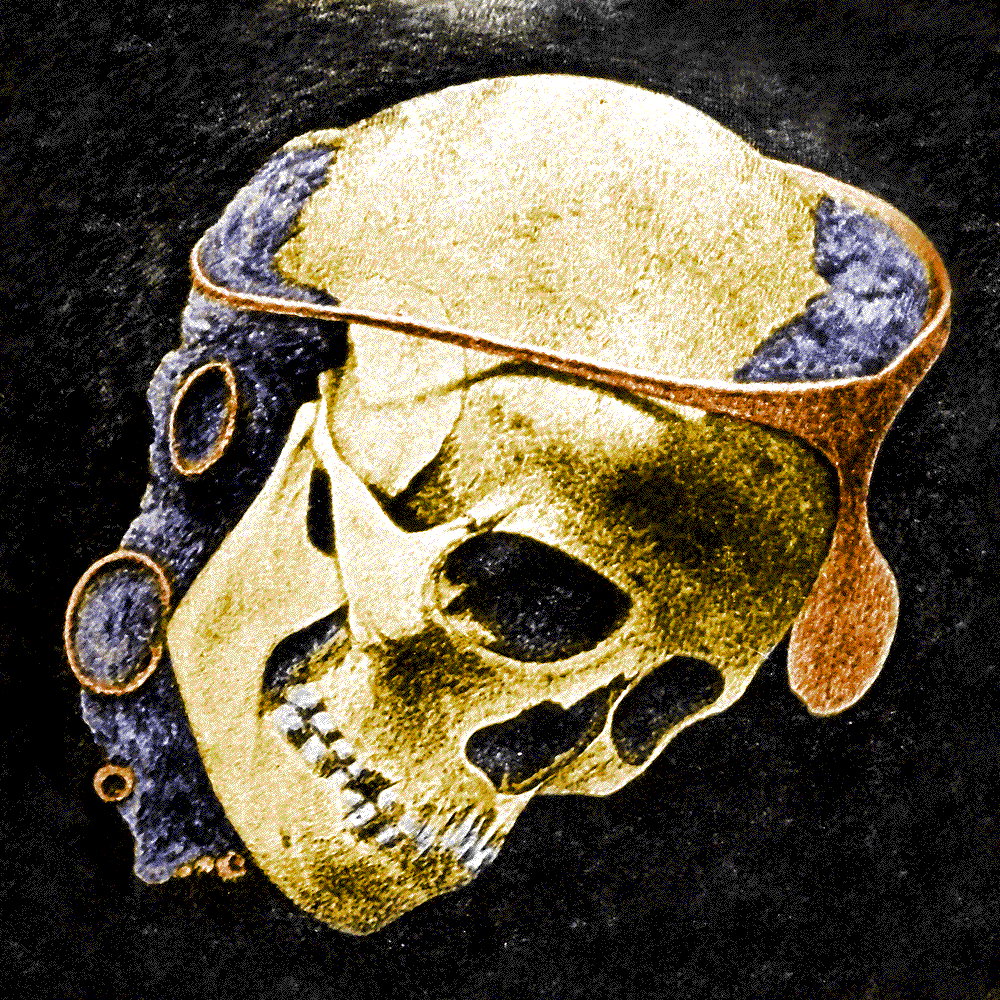
Schädel aus dem Grab Nr. 62 in El Argar mit silbernem Diadem

Im Magazin Current World Archeology wird die Vermutung aufgestellt, dass alle fünf bisher gefundenen silbernen Diademe aus der El-Argar-Kultur, damals Zeichen der Herrscherkaste, hier in der Silberschmiede von Tira del Lienzo hergestellt worden sind.

## Geschichte
Das Zentralgebäude wurde schon bei der Gründung der Siedlung um 2000 v. Chr. erbaut. Trotz einer Reihe struktureller Veränderungen während der dreiphasigen Besiedlung blieb das zentrale Gebäude kontinuierlich in Benutzung. Die endgültige Zerstörung und die Aufgabe der Siedlung fanden gegen Ende von El Argar um 1600–1550 v. Chr. statt.

## Wichtige Funde
Der archäologische Fundort Tira del Lienzo ist weiterhin Gegenstand von Untersuchungen, die Zwischenergebnisse zeigten:
Keramik:
- 2 Fragmente von Standfußgefäßen (Keramik Typ 7)

Makrolithische Werkzeuge:
Im Zentralgebäude wurden folgende Werkzeuge gefunden: 
- 4 Schmiedewerkzeuge, die als Ambosse oder als Hämmer für den Schmiedeprozess von Kupfer und Silberbleche Verwendung fanden.
- 3 Steinwerkzeuge zeigen Merkmale und Arbeitsspuren, die mit den Arbeiten des Hämmerns und Treibens metallener Artefakte in Verbindung gebracht werden können.
- 3 weitere Steinobjekte zeigten klare Spuren einer Nutzung als Schleif- oder Poliergerät.
- 3 große Mahlsteine aus Lamproit zur Getreideverarbeitung
- Eine Serie sorgfältig gearbeiteter Webgewichte, die eine Textilproduktion nahelegen.

In ihrer Gesamtheit legen die Funde nahe, dass im zentralen Gebäude neben der handwerklichen Produktion von Textilien und Metallen auch Getreide in einem größeren Maße verarbeitet worden ist. Es handelte sich somit um einen multifunktionalen Arbeitsraum, in dem mindestens fünf Personen gleichzeitig tätig waren. Die Qualität der Werkzeuge deutet auf eine effiziente und hochwertige Produktion von Mehl, Textilien und Metallen hin.

## Heutiger Zustand
Ein Teil der Ausgrabungsstätte kann besichtigt werden.